# Liste der Baudenkmäler in Brand (Oberpfalz)
Auf dieser Seite sind die Baudenkmäler in der Oberpfälzer Gemeinde Brand zusammengestellt. Diese Tabelle ist eine Teilliste der Liste der Baudenkmäler in Bayern. Grundlage ist die Bayerische Denkmalliste, die auf Basis des Bayerischen Denkmalschutzgesetzes vom 1. Oktober 1973 erstmals erstellt wurde und seither durch das Bayerische Landesamt für Denkmalpflege geführt wird. Die folgenden Angaben ersetzen nicht die rechtsverbindliche Auskunft der Denkmalschutzbehörde.
 Die Liste gibt den Fortschreibungsstand vom 27. Juli 2016 wieder und umfasst vier Baudenkmäler.

## Baudenkmäler nach Ortsteilen

### Brand
| Lage                           | Objekt                                                         | Beschreibung | Akten-Nr.             | Bild                                                           |
| ------------------------------ | -------------------------------------------------------------- | --- | --------------------- | -------------------------------------------------------------- |
| Max-Reger-Straße 16 (Standort) | Ehemaliges Schulhaus und Geburtshaus von Max Reger (1873–1916) | Zweigeschossiger, verputzter Massivbau mit Walmdach, 1870, Erweiterung durch halbrunden, loggienartigen Anbau 1913; Einfriedung mit teilweise kugelbekrönten Hausteinpfeilern, wohl 1913. | D-3-77-113-1 Wikidata | Ehemaliges Schulhaus und Geburtshaus von Max Reger (1873–1916) |

### Fuhrmannsreuth
| Lage                         | Objekt  | Beschreibung                                                                             | Akten-Nr.             | Bild    |
| ---------------------------- | ------- | ---------------------------------------------------------------------------------------- | --------------------- | ------- |
| Brander Straße 3a (Standort) | Kapelle | Verputzter Massivbau mit Satteldach, wohl erste Hälfte 19. Jahrhundert; mit Ausstattung. | D-3-77-113-2 Wikidata | Kapelle |

### Grünberg
| Lage                | Objekt                         | Beschreibung | Akten-Nr.             | Bild                           |
| ------------------- | ------------------------------ | --- | --------------------- | ------------------------------ |
| Grünberg (Standort) | Kapelle Heilige Dreifaltigkeit | Teils verputzter Werksteinbau mit Satteldach, Dachreiter, Dreiseitschluss und spitzbogigem Gewändeportal, neugotisch, von Theodor Fichtl, 1857–59; mit Ausstattung. | D-3-77-113-3 Wikidata | Kapelle Heilige Dreifaltigkeit |

### Grünlasmühle
| Lage                      | Objekt   | Beschreibung                                      | Akten-Nr.             | Bild     |
| ------------------------- | -------- | ------------------------------------------------- | --------------------- | -------- |
| Grünlasmühle 3 (Standort) | Torbogen | Unverputztes Bruchsteinmauerwerk, wohl nach 1826. | D-3-77-113-5 Wikidata | Torbogen |

## Ehemalige Baudenkmäler
In diesem Abschnitt sind Objekte aufgeführt, die früher einmal in der Denkmalliste eingetragen waren, jetzt aber nicht mehr. Objekte, die in anderem Zusammenhang also z. B. als Teil eines Baudenkmals weiter eingetragen sind, sollen hier nicht aufgeführt werden. Aktennummern in diesem Abschnitt sind ehemalige, jetzt nicht mehr gültige Aktennummern.

| Lage                                    | Objekt                    | Beschreibung                    | Akten-Nr.             | Bild                      |
| --------------------------------------- | ------------------------- | ------------------------------- | --------------------- | ------------------------- |
| Grünberg Kemnather Straße 17 (Standort) | Gasthof zum Waffenschmied | Bezeichnet mit dem Jahr „1792“. | D-3-77-113-4 Wikidata | Gasthof zum Waffenschmied |